# Des poupées et des anges
Pour plus de détails, voir Fiche technique et Distribution.
Des poupées et des anges est un film dramatique français réalisé par Nora Hamdi et sorti en salles le 25 juin 2008.
Le film est adapté du livre éponyme de la réalisatrice.

## Synopsis
À 16 ans, Lya vit dans une cité de banlieue avec ses sœurs Chirine, 17 ans, et Inès, 7 ans. Depuis que son aînée est devenue femme, leur père ne lui parle plus et dans la famille, Lya est la seule à oser tenir tête à ce père devenu violent depuis quelques mois.
A Paris, Chirine rencontre Alex, qui se dit agent. Ce dernier lui propose de devenir mannequin, mais Chirine prend conscience qu'elle est en train de tomber dans la prostitution. Elle rencontre alors Simon, un publicitaire reconnu qui, fasciné par sa beauté, décide de prendre son destin en main.

## Fiche technique
- Titre  : Des poupées et des anges
- Réalisateur : Nora Hamdi
- Scénario : Nora Hamdi d'après son roman éponyme
- Photographie : Jean-Louis Vialard
- Montage : Sophie Delecourt
- Musique : DJ Abdel
- Son :
- Direction artistique :
- Décors :
- Costumes : Valérie Guégan
- Producteur : Jean-François Lepetit
- Sociétés de production : Flach Film, France 2 Cinéma (co-production), Canal+
- Pays d’origine :  France
- Langue originale : français
- Format : couleur - 1,85:1
- Genre : drame
- Durée : 102 minutes
- Dates de sortie :
- France : 25 juin 2008

## Distribution
- Leïla Bekhti : Lya
- Karina Testa : Chirine
- Samy Naceri : le père
- Samuel Le Bihan : Simon
- Fejria Deliba : la mère
- Léa Seydoux : Gisèle
- Gianni Giardinelli : Alex
- Dalia Serradj : Inès
- Théo Frilet : Mikaël
- Alice Mesnil : Marie
- Chems Dahmani : un ami d'Alex
- Nina Mélo : Vanessa
- Aurelia Crebessegues : Angel
- Yves Espargilière : le maître des lieux
- Jean-Louis Tribes : M. Picaux